# Cupressus chengiana
Cupressus chengiana (Кипарис Чена, кит.: 岷江柏木, min jiang bai mu) — вид хвойних рослин родини кипарисових.

## Поширення, екологія
Країни поширення: Китай (пд. Ганьсу, пн. і зх. Сичуань). Росте у невеликих, чистих насадженнях в деяких долинах, але частіше на кам'янистих схилах або скелях, разом з Koelreuteria paniculata, Morus mongolica, Campylotropis delavayi, Bauhinia faberi, Cotoneaster multiflorus, Cotoneaster gracilis; в некислих бурих ґрунтах поверх граніту, кварцитів і вапняків. Висотний діапазон від ≈ 1200 м до 2750 м. Клімат характеризується холодною зимою і від прохолодного до жаркого літа, з окремою чергуванням сухих і дощових сезонів; річна кількість опадів коливається від 500—750(1000 мм).

## Морфологія
Дерево до 30 м заввишки; й до 1 м діаметра. Листки розташовані в 4 ряди, лускоподібні, 1–1,5 мм, вершина зазвичай трохи тупа, тьмяно-зелені, не сизі. Пилкові шишки 2–4 мм; мікроспорофілів 12–16. Шишки коричневі або червонувато-коричневі, коли дозріли, не сизі, від кулястих до майже кулястих або довгасто-яйцеподібних, 1,2–2 см у діаметрі.; шишкових лусок 8–14, кожна родюча луска з численним насінням. Насіння яйцеподібні-трикутне, плоске, 3–5 × 2–4 мм. 2n = 22.

## Використання
Пиломатеріали цього виду цінуються для будівництва й експлуатується більші, більш-менш прямі стовбури виду протягом багатьох століть. У невеликих масштабах дерева були посаджені як поодинці, так і групами в селах.

## Загрози та охорона
Вирубка є основною причиною занепаду виду. Цей вид садять в селах в природному діапазоні в провінції Сичуань і, можливо, в провінції Ганьсу.